# 繊維学
繊維学（せんいがく）は、繊維を中心に研究を行う学問分野である。繊維科学ともいい、英語では「テキスタイルサイエンス」や「ファイバーサイエンス」、「ファブリックサイエンス」等と訳される。

## 概要
蚕糸研究や繊維工業を背景に成立した学問で、研究は工学、生物学、化学、化学工学、物理学、感性工学及び統計学をベースとすることが多い一方で、テキスタイルデザインやファッションデザインといった芸術分野、ブランディングやマネジメントなどの経営戦略分野も含む他領域学術分野である。
また、繊維に関する工学に関する分野は繊維工学と呼ばれ、一方で、化学をベースとした場合には、染色化学や繊維化学、特に英語ではこれらを統括して「テキスタイルケミストリー」と呼ばれる。

## 繊維学教育機関
日本では繊維工業の衰退に伴って繊維に特化した繊維学研究は縮小傾向にあるが、日本国外では繊維の研究は特にスマートテキスタイルズやメディカルテキスタイルズ、サステイナブルテキスタイルズ等の新規分野を中心に注目を集めている。

### 日本
（詳細は上田蚕糸専門学校 (旧制)や東京高等蚕糸学校、京都高等蚕業学校、繊維学部などを参照。）
日本の大学や工業高等学校等には繊維学を扱う繊維学部や繊維工学科、繊維科が複数存在した。しかし、名称変更などで繊維を冠する学部や学科名は徐々に廃止され、2016年現在繊維学部を擁するのは日本国内においては信州大学（信州大学繊維学部）のみである。
東京農工大学、京都工芸繊維大学にも繊維学部は存在したが、東京農工大学では1962年に工学部に改組され、京都工芸繊維大学でも2006年に工芸学部と繊維学部を合わせた工芸科学部に改組された。
また、山形大学、群馬大学、福井大学および岐阜大学工学部に繊維工学科、福井大学工学部に繊維染料学科があったが、学科再編で大学の繊維工学科は高分子工学系の学科に、繊維染料学科は生物応用化学科になった。

### 欧米
例えば、英国屈指のマンチェスター大学や米国のノースカロライナ州立大学は、工学分野であるテキスタイルエンジニアリング(繊維工学)のみでなく、デザインや芸術等に関する幅広い分野における修士号及び博士号を授与している。
また、仏国屈指のENSAITやITECH、ドイツのマンハイム工科大学、ベルギーのゲント大学等でも同様の修士・博士カリキュラムが提供されており、日本国外においては一般学術領域のひとつとしての認知を、継続維持していることが窺える。